# Lục Giáp

Vị trí tại Đài Nam

Lục Giáp (tiếng Trung: 六甲區; bính âm: Liùjiǎ Qū) là một khu (quận) của thành phố Đài Nam, Trung Hoa Dân Quốc (Đài Loan). Quận có hình dạng hẹp, kéo dài từ khu vực đồi núi phía đông tới đồng bằng Gia Nam ở phía tây. Diện tích của Lục Giáp là 64,5471 km², dân số vào tháng 8 năm 2011 là 23.585 người thuộc 7.683 hộ gia đình, mật độ cư trú là 365,4 người/km². 